# Heinrich Mutschmann
Heinrich Mutschmann (* 18. Februar 1885 in Essen; † 29. November 1955 in Marburg/L.) war ein deutscher Anglist, Sprachwissenschaftler und Hochschullehrer.

## Leben und Wirken
Heinrich Mutschmann studierte nach seiner Reifeprüfung 1904 in Essen Anglistik, Germanistik und Romanistik an den Universitäten Bonn und Göttingen. 1905/1906 verbrachte er an der University of Liverpool und beschäftigte sich dort mit Phonetik und Dialektgeographie. 1908/1909 promovierte er an der Universität Bonn bei dem Anglisten Karl Bülbring mit einer Arbeit aus dem Bereich der Phonetik. Von 1909 bis 1914 arbeitete er als Lektor für deutsche Sprache am University College Nottingham und erwarb 1914 an der University of Liverpool einen Magistergrad. Von 1914 bis 1916 war er Lektor für englische Sprache an der Universität Frankfurt/M. Bis 1918 folgte der Kriegsdienst im Ersten Weltkrieg. 1919 übernahm er eine Lehrstuhlvertretung an der Universität Marburg/L. und habilitierte sich dort 1920. Nach kurzer Lehrtätigkeit in Marburg (1920/21) übernahm er 1921 eine ordentliche Professur für Anglistik an der Universität Dorpat in Estland. Diesen Lehrstuhl hatte Mutschmann bis 1938 inne, als er Estland verlassen musste, weil dort die Hochschulen estnisiert wurden. In Westdeutschland gelang es ihm nicht mehr, auf einen Lehrstuhl zu gelangen. An der Universität Marburg versah er seither einen Lehrauftrag für Amerikanistik und Phonetik, Lehrstuhlvertretungen in Bonn (1943) und Innsbruck (1944) kamen hinzu. 1954 wurde er an der Universität Marburg zum Honorarprofessor ernannt.
In seinen Veröffentlichungen beschäftigte sich Heinrich Mutschmann mit John Milton und William Shakespeare, außerdem mit der Phonologie und Grammatik der englischen Sprache.

## Veröffentlichungen (Auswahl)
- A phonology of the north-eastern Scotch dialect on an historical basis (= Bonner Studien zur englischen Philologie. Bd. 1). Hanstein, Bonn 1909 (= Dissertation Universität Bonn).
- The place-names of Nottinghamshire, their origin and development. Cambridge University Press, Cambridge 1913 (Nachdruck 2011, ISBN 978-1-107-66541-5).
- Milton und das Licht. Die Geschichte einer Seelenerkrankung. Niemeyer, Halle 1920.
- Der andere Milton. Schroeder, Bonn/Leipzig 1920.
- Milton's eysight and the chronology of his works. Tartu 1924.
- Studies concerning the origins of "Paradise lost". Dorpat 1924.
- The secret of John Milton. Dorpat 1925.
- (mit Max Deutschbein u. Hilde Eicker): Handbuch der englischen Grammatik. Quelle & Meyer, Leipzig 1926 (2. Aufl. 1931).
- Praktische Phonologie des Englischen. Einführung in ihre Theorie und Praxis. Quelle & Meyer, Leipzig 1930.
- A glossary of Americanisms. Tartu-Dorpat 1931.
- Further studies concerning the origins of Paradise lost (the matter of the Armada). Tartu 1934.
- Milton's projected epic on the rise and future greatness of the Britannic Nation. Mattiesen, Tartu 1936.
- The origin and meaning of Young's Night Thoughts. Mattiesen, Tartu 1939.
- mit Karl Wentersdorf: Shakespeare und der Katholizismus (= Speyerer Studien, Reihe 2. Bd. 2). Pilger-Verlag, Speyer 1950.
- Englische Phonetik (= Sammlung Göschen. Bd. 601). de Gruyter, Berlin 1956 (2. Aufl. 1963, bearb. von Günther Scherer).

Festschrift
- Walther Fischer (Hrsg.): Shakespeare-Studien. Festschrift für Heinrich Mutschmann zum 65. Geburtstag. Elwert, Marburg 1951.